# سیارک ۳۴۴۴
سیارک ۳۴۴۴ (به انگلیسی: 3444 Stepanian، نامگذاری:1980RJ2) سه هزار و چهارصد و چهل و چهارمین سیارک کشف شده‌است که در ۷ سپتامبر ۱۹۸۰ کشف شد.
قدر مطلق سیارک برابر ۱۲٫۴۰ است.